# Wes Anderson
Wes Anderson (născut la 1 mai 1969 în Houston, Texas) e un regizor și scenarist american. A regizat filme ca Fantastic Mr.Fox (2009) și Moonrise Kingdom (2012).

## Filmografie

### Ca regizor
- Bottle Rocket (1996)
- Rushmore (1998)
- The Royal Tenenbaums (2001)
- The Life Aquatic with Steve Zissou (2004)
- The Darjeeling Limited (2007)
- Fantastic Mr. Fox (2009)
- Moonrise Kingdom (2012)
- The Grand Budapest Hotel (2014)
- Isle of Dogs (2018)
- The French Dispatch (TBA)

Scurtmetraje
- Bottle Rocket (1994)
- Hotel Chevalier (2007)
- Castello Cavalcanti (2013)

### Ca producător
- The Squid and the Whale (2005)
- She's Funny That Way (2014)

## Legături externe
- Wes Anderson la Internet Movie Database
- Wes Anderson la Allmovie
- Wes Anderson, cinemagia.ro